# 新浦镇
新浦镇，是中华人民共和国浙江省宁波市慈溪市下辖的一个乡镇级行政单位，辖区面积53平方公里，因清咸丰初为接通老浦（破山浦）而开掘新江，称新浦，故得名:233。

## 历史
宋至元、明、清属余姚县上林乡，清宣统元年（1909年）属林西乡、林东乡、胜山乡，民国十七年（1928年）属七区，民国十九年（1930年）设新浦乡、胜中乡、东三乡，民国二十九年（1940年）改为新浦乡和胜山乡、崇三乡部分，属逍林区、庵东区，1950年4月改为新浦乡、洋浦乡、水霪乡和胜山乡、崇胜乡、胜北乡、东三乡，属逍林区，其中东三乡属庵东盐区，1954年10月划归慈溪县，东三乡仍属庵东盐区，1956年2月洋浦乡、水霪乡并入新浦乡，崇胜乡并入胜北乡，1956年6月东三乡随庵东盐区划归慈溪县，1957年1月属逍林区、庵东区，1958年10月改为东风人民公社十一大队、十二大队、十三大队、十四大队、十五大队和光明人民公社二大队，1959年2月改为逍林人民公社胜北管理区、崇胜管理区、新浦管理区、洋浦管理区、水云管理区和庵东人民公社东三管理区，1961年11月改为胜北公社、崇胜公社、新浦公社，属逍林区；东三公社，属庵东区，1966年12月崇胜公社并入胜北公社，1969年3月改属浒逍地区、庵长地区，1971年1月复属逍林区、庵东区，1983年9月公社改为乡，1987年9月新浦乡改为新浦镇，1992年5月胜北乡、东三乡并入新浦镇，2011年11月马潭路村、下一灶村、浦东村划入庵东镇:233。

## 行政区划
新浦镇下辖以下地区：
新浦街社区、上舍村、下一灶村、下洋浦村、马潭路村、五塘南村、六甲村、六塘南村、双庆浦村、水湘村、西街村、老浦村、余家路村、洋龙村、荣誉村、高桥村、浦东村、浦沿村、腰塘村、新闸村和黎明村。